# ابراهیم گنانو
ابراهیم گنانو (انگلیسی: Ibrahim Gnanou؛ زادهٔ ۸ نوامبر ۱۹۸۶) بازیکن فوتبال اهل بورکینافاسو بود.
از باشگاه‌هایی که در آن بازی کرده است می‌توان به باشگاه فوتبال اسپارتاک ولادی‌قفقاز، باشگاه فوتبال شریف تیراسپول، و باشگاه فوتبال میتیلند اشاره کرد.
وی همچنین در تیم‌های ملی فوتبال زیر ۲۱ سال بورکینافاسو و بورکینافاسو بازی کرده است.